# Nordin Jackers
Nordin Jackers (ur. 5 września 1997 w Veldwezelt) – belgijski piłkarz grający na pozycji bramkarza. Od 2023 jest zawodnikiem Club Brugge, do którego jest wypożyczony z OH Leuven.

## Kariera juniorska
Jackers grał jako junior w KRC Genk w latach 2013–2014.

## Kariera seniorska

### KRC Genk
Jackersa przeniesiono do pierwszej drużyny KRC Genk 1 lipca 2014. Zadebiutował on dla tego klubu 24 stycznia 2017 roku w meczu z KV Kortrijk (wyg. 3:0). Łącznie w barwach KRC Genk Belg wystąpił w 14 spotkaniach, nie zdobywając żadnej bramki.

### Waasland-Beveren
Jackers grał dla Waasland-Beveren na wypożyczeniu od 2 września 2019 do 30 czerwca 2020 oraz jako stały zawodnik od 31 sierpnia 2020. Debiut dla tego zespołu zaliczył on 14 września 2019 roku w zremisowanym 1:1 spotkaniu przeciwko Sint-Truidense VV. Do 6 lipca 2021 roku dla Waasland-Beveren Belg rozegrał 46 spotkań, nie strzelając żadnego gola.

## Kariera reprezentacyjna
| Mecze i gole w reprezentacji | Mecze i gole w reprezentacji | Mecze i gole w reprezentacji | Mecze i gole w reprezentacji | Mecze i gole w reprezentacji | Mecze i gole w reprezentacji | Mecze i gole w reprezentacji | Mecze i gole w reprezentacji                  |
| Belgia U-16                  | Belgia U-16                  | Belgia U-16                  | Belgia U-16                  | Belgia U-16                  | Belgia U-16                  | Belgia U-16                  | Belgia U-16                                   |
| Lp.                          | Data                         | Miejsce                      | Gospodarz                    | Gość                         | Wynik                        | Gol                          | Rozgrywki                                     |
| ---------------------------- | ---------------------------- | ---------------------------- | ---------------------------- | ---------------------------- | ---------------------------- | ---------------------------- | --------------------------------------------- |
| 1.                           | 01.11.2012                   | Blegny                       | Belgia U-16                  | Austria U-16                 | 1:2                          |                              | Mecz towarzyski                               |
| 2.                           | 12.05.2013                   | Dublin                       | Rumunia U-16                 | Belgia U-16                  | 0:5                          |                              | Turniej Czterech Narodów                      |
| 3.                           | 16.05.2013                   | Dublin                       | Belgia U-16                  | Irlandia U-16                | 0:2                          |                              | Turniej międzynarodowy                        |
| Belgia U-17                  |                              |                              |                              |                              |                              |                              |                                               |
| Lp.                          | Data                         | Miejsce                      | Gospodarz                    | Gość                         | Wynik                        | Gol                          | Rozgrywki                                     |
| 1.                           | 12.09.2013                   | Tubize                       | Belgia U-17                  | Hiszpania U-17               | 1:0                          |                              | Mecz towarzyski                               |
| 2.                           | 22.10.2013                   | Skopje                       | Polska U-17                  | Belgia U-17                  | 2:0                          |                              | Pierwsza runda kwalifikacyjna                 |
| 3.                           | 28.01.2014                   | Burton upon Trent            | Anglia U-17                  | Belgia U-17                  | 2:1                          |                              | Mecz towarzyski                               |
| 4.                           | 30.01.2014                   | Burton upon Trent            | Anglia U-17                  | Belgia U-17                  | 1:2                          |                              | Mecz towarzyski                               |
| 5.                           | 29.03.2014                   | Greenock                     | Bośnia i Hercegowina U-17    | Belgia U-17                  | 3:0                          |                              | Mistrzostwa Europy U-17 2014 – eliminacje     |
| Belgia U-18                  |                              |                              |                              |                              |                              |                              |                                               |
| Lp.                          | Data                         | Miejsce                      | Gospodarz                    | Gość                         | Wynik                        | Gol                          | Rozgrywki                                     |
| 1.                           | 23.09.2014                   | Igława                       | Czechy U-18                  | Belgia U-18                  | 0:3                          |                              | Mecz towarzyski                               |
| Belgia U-19                  |                              |                              |                              |                              |                              |                              |                                               |
| Lp.                          | Data                         | Miejsce                      | Gospodarz                    | Gość                         | Wynik                        | Gol                          | Rozgrywki                                     |
| 1.                           | 10.10.2014                   | Differdange                  | Luksemburg U-19              | Belgia U-19                  | 0:4                          |                              | Mistrzostwa Europy U-19 2015 – eliminacje     |
| 2.                           | 15.10.2014                   | Quito                        | Anglia U-19                  | Belgia U-19                  | 4:2                          |                              | Mistrzostwa Europy U-19 2015 – eliminacje     |
| 3.                           | 18.11.2014                   | Uden                         | Holandia U-19                | Belgia U-19                  | 3:1                          |                              | Mecz towarzyski                               |
| 4.                           | 26.03.2015                   | Åtvidaberg                   | Rosja U-19                   | Belgia U-19                  | 1:0                          |                              | Mistrzostwa Europy U-19 2015 – runda elitarna |
| 5.                           | 28.03.2015                   | Åtvidaberg                   | Szwecja U-19                 | Belgia U-19                  | 0:2                          |                              | Mistrzostwa Europy U-19 2015 – runda elitarna |
| 6.                           | 06.09.2015                   | Tubize                       | Belgia U-19                  | Turcja U-19                  | 4:3                          |                              | Mecz towarzyski                               |
| 7.                           | 09.10.2015                   | Deinze                       | Belgia U-19                  | Białoruś U-19                | 2:2                          |                              | Mistrzostwa Europy U-19 2016 – eliminacje     |
| 8.                           | 12.10.2015                   | Deinze                       | Belgia U-19                  | Szwecja U-19                 | 2:0                          |                              | Mistrzostwa Europy U-19 2016 – eliminacje     |
| 9.                           | 10.11.2015                   | Pula                         | Chorwacja U-19               | Belgia U-19                  | 0:1                          |                              | Mecz towarzyski                               |
| 10.                          | 02.03.2016                   | Tubize                       | Belgia U-19                  | Dania U-19                   | 1:1                          |                              | Mecz towarzyski                               |
| 11.                          | 23.03.2016                   | Kostrena                     | Belgia U-19                  | Szkocja U-19                 | 2:0                          |                              | Mistrzostwa Europy U-19 2016 – runda elitarna |
| 12.                          | 25.03.2016                   | Kostrena                     | Belgia U-19                  | Bułgaria U-19                | 1:0                          |                              | Mistrzostwa Europy U-19 2016 – runda elitarna |
| 13.                          | 28.03.2016                   | Rijeka                       | Chorwacja U-19               | Belgia U-19                  | 4:0                          |                              | Mistrzostwa Europy U-19 2016 – runda elitarna |
| Belgia U-21                  |                              |                              |                              |                              |                              |                              |                                               |
| Lp.                          | Data                         | Miejsce                      | Gospodarz                    | Gość                         | Wynik                        | Gol                          | Rozgrywki                                     |
| 1.                           | 27.03.2017                   | Leuven                       | Belgia U-21                  | Malta U-21                   | 2:1                          |                              | Mistrzostwa Europy U-21 2019 – eliminacje     |
| 2.                           | 05.09.2017                   | Leuven                       | Belgia U-21                  | Turcja U-21                  | 0:0                          |                              | Mistrzostwa Europy U-21 2019 – eliminacje     |
| 3.                           | 06.10.2017                   | Leuven                       | Belgia U-21                  | Szwecja U-21                 | 1:1                          |                              | Mistrzostwa Europy U-21 2019 – eliminacje     |
| 4.                           | 10.10.2017                   | Larnaka                      | Cypr U-21                    | Belgia U-21                  | 0:2                          |                              | Mistrzostwa Europy U-21 2019 – eliminacje     |
| 5.                           | 09.11.2017                   | Leuven                       | Belgia U-21                  | Cypr U-21                    | 3:2                          |                              | Mistrzostwa Europy U-21 2019 – eliminacje     |
| 6.                           | 14.11.2017                   | Stambuł                      | Turcja U-21                  | Belgia U-21                  | 1:2                          |                              | Mistrzostwa Europy U-21 2019 – eliminacje     |
| 7.                           | 26.03.2018                   | Leuven                       | Belgia U-21                  | Węgry U-21                   | 3:0                          |                              | Mistrzostwa Europy U-21 2019 – eliminacje     |
| 8.                           | 07.09.2018                   | Ta' Qali                     | Malta U-21                   | Belgia U-21                  | 0:4                          |                              | Mistrzostwa Europy U-21 2019 – eliminacje     |
| 9.                           | 11.09.2018                   | Budapeszt                    | Węgry U-21                   | Belgia U-21                  | 0:3                          |                              | Mistrzostwa Europy U-21 2019 – eliminacje     |
| 10.                          | 20.03.2019                   | Slagelse                     | Dania U-21                   | Belgia U-21                  | 3:2                          |                              | Mecz towarzyski                               |
| 11.                          | 03.06.2019                   | Le Mans                      | Francja U-21                 | Belgia U-21                  | 3:0                          |                              | Mecz towarzyski                               |
| 12.                          | 16.06.2019                   | Reggio nell’Emilia           | Polska U-21                  | Belgia U-21                  | 3:2                          |                              | Mistrzostwa Europy U-21 2019                  |

## Sukcesy
Sukcesy w karierze klubowej:
- Eerste klasse A – 1x, z KRC Genk, sezon 2018/2019
- Superpuchar Belgii w piłce nożnej – 1x, z KRC Genk, sezon 2020
- Puchar Belgii w piłce nożnej – 1x, z KRC Genk, sezon 2017/2018